# North Wardell
North Wardell és una població dels Estats Units a l'estat de Missouri. Segons el cens del 2000 tenia 170 habitants.

## Demografia
Segons el cens del 2000, North Wardell tenia 170 habitants, 67 habitatges, i 45 famílies. La densitat de població era de 656,4 habitants per km².
Dels 67 habitatges en un 34,3% hi vivien nens de menys de 18 anys, en un 53,7% hi vivien parelles casades, en un 11,9% dones solteres, i en un 32,8% no eren unitats familiars. En el 32,8% dels habitatges hi vivien persones soles el 22,4% de les quals corresponia a persones de 65 anys o més que vivien soles. El nombre mitjà de persones vivint en cada habitatge era de 2,54 i el nombre mitjà de persones que vivien en cada família era de 3,24.
Per edats la població es repartia de la següent manera: un 27,6% tenia menys de 18 anys, un 11,2% entre 18 i 24, un 26,5% entre 25 i 44, un 18,8% de 45 a 60 i un 15,9% 65 anys o més.
L'edat mediana era de 31 anys. Per cada 100 dones de 18 o més anys hi havia 92,2 homes.
La renda mediana per habitatge era de 27.692 $ i la renda mediana per família de 29.861 $. Els homes tenien una renda mediana de 28.750 $ mentre que les dones 22.500 $. La renda per capita de la població era de 13.172 $. Entorn del 8,6% de les famílies i el 16,4% de la població estaven per davall del llindar de pobresa.

## Poblacions properes
El següent diagrama mostra les poblacions més properes.